# IEEE Solid-State Circuit Society
Die IEEE Solid-State Circuit Society kurz SSCS ist eine Unterorganisation des IEEE. Sie hat derzeit (Stand Februar 2012) weltweit über 9.000 Mitglieder. Ihr Interesse richtet sich im Wesentlichen auf IC-Designs für alle Anwendungen, deren Materialien und Verbindungen. Sie gibt das Journal of Solid-State Circuits (JSSC) heraus und richtet die Konferenz ISSCC aus.

## Geschichte
Die Wurzeln der Gesellschaft gehen auf die Einführung der Konferenz ISSCC 1954 zurück. Im Jahr 1966 wurde das JSSC als Archiv für die auf der Konferenz vorgestellten Beiträge erstmals aufgelegt. Die Leiter der Konferenz und die Redaktion des Journals wurden bald darauf als Beratungsgremium aller IEEE Organisationen auf dem Gebiet der integrierten Schaltungen (IC) installiert.
Das Gebiet „ICs“ wuchs in den 1980er Jahren stark an, so dass zwei weitere Konferenzen, das „VLSI Syposium“ und die „Custom Integrated Circuits Conference“ (CICC) eingeführt wurden.
Im Jahr 1997 wurde aus dem Beratungsgremium eine eigenständige IEEE-Gesellschaft, um mehr Kontrolle über die eigene Arbeit zu erhalten.
Im Jahr 2003 wurde die asiatische Konferenz „Asian Solid-State Circuits Conference“ (ASSCS) und im Jahr 2009 die Zeitschrift „Solid-State Circuits Magazine“ eingeführt.

## Interessen
Die SSCS beschäftigt sich mit Design, Realisierung und Anwendung von Integrierten Schaltkreisen. Dabei interessiert sich die Gesellschaft für alle Aspekte um die ICs herum: Design, Test und Applikation der Bausteine und Subsysteme, Technologie und Schaltungstheorie. Außerdem werden wissenschaftliche, technische und industrielle Anwendungen betrachtet.

## Mitgliedschaft
Mitglied der SSCS kann jeder mit Interesse am Fachgebiet werden. Die Mitgliedschaft wird direkt über IEEE gesteuert, muss aber keine IEEE-Mitgliedschaft beinhalten. Die Mitglieder können sich in „Chapters“ organisieren, die speziellen Aktivitäten nachgehen können.

## Auszeichnungen
Die SSCS verleiht mehrere Auszeichnungen: Den „Donald O. Pederson Solid-State Circuits Award“ für einen herausragenden Beitrag auf dem Gebiet der Integrierten Schaltkreise, den „JSSC Best Paper Award“ für die beste Veröffentlichung im JSSC, den „Predoctoral Achievement Award“ für Studenten, die den Zielen der SSCS angepasste Studien betreiben und darin schon gute Studienergebnisse erbracht haben und den „SSCS Outstanding Chapter Award“ für das herausragendste Chapter.